# الحنانة (الصومعة)

تعديل مصدري - تعديل

الحنانة هي إحدى قرى عزلة الفروي(ذي مسنام) بمديرية الصومعة التابعة لمحافظة البيضاء، بلغ تعداد سكانها 25 نسمة حسب تعداد اليمن لعام 2004.